# Канхаяр
Канхаяр (ісп. Canjáyar) — муніципалітет в Іспанії, у складі автономної спільноти Андалусія, у провінції Альмерія. Населення — 1490 осіб (2010).
Муніципалітет розташований на відстані близько 390 км на південь від Мадрида, 29 км на північний захід від Альмерії.
На території муніципалітету розташовані такі населені пункти: (дані про населення за 2010 рік)
- Ла-Барріада-де-Алькора: 50 осіб
- Канхаяр: 1440 осіб

## Демографія
Динаміка населення (INE ):

## Галерея зображень

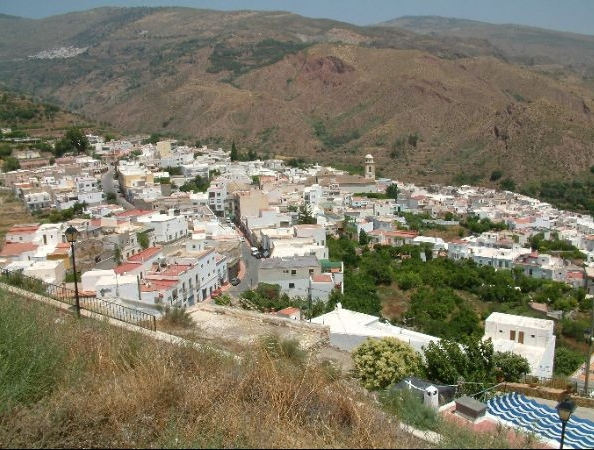
Канхаяр
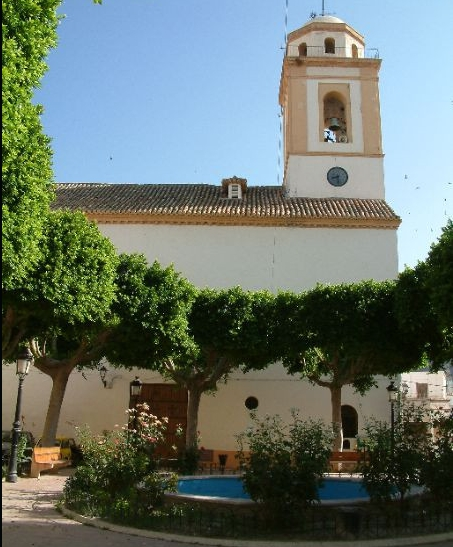
Церква Ла-Санта-Крус
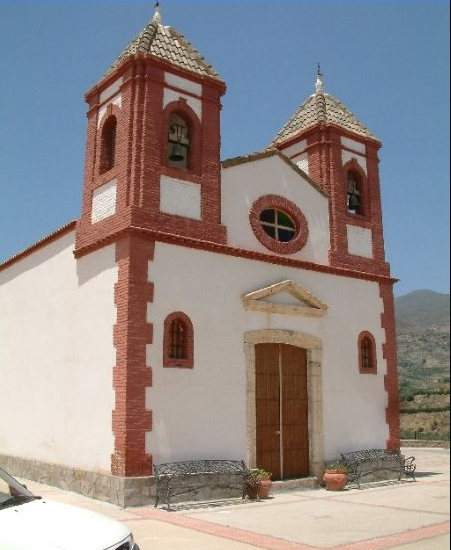
Каплиця Сан-Блас